# نقار الخشب الملتحي
نقار الخشب الملتحي (الاسم العلمي: Chloropicus namaquus)، هو نوع من الطيور يتبع فصيلة نقار الخشب، له رأس مميز باللونين الأبيض والأسود وجسم مخطط باللون البني، موطنه الأصلي إفريقيا الوسطى الاستوائية.

## الوصف
- هو أحد أكبر نقار الخشب في إفريقيا حيث يصل طوله إلى حوالي 25 سم.

- يتميز الرأس بشارب أسود وخط عين أسود عريض وتاج أسود.

- للذكر تاج خلفي أحمر، الوشاح أسود وبقية الأجزاء العلوية بني مصفر مع حواجز بيضاء ضيقة.

- الذيل بني، مخطط باللون الأبيض، والريش له أعمدة صفراء. الأجزاء السفلية رمادية اللون مع حدود بيضاء ضيقة. المنقار كبير ولونه أسود رمادي، والأرجل رمادية والعينان حمراء. [6]

## البيئة والانتشار
يتواجد في أنغولا وبوتسوانا وجمهورية أفريقيا الوسطى وتشاد وجمهورية الكونغو الديمقراطية وإسواتيني وإثيوبيا وكينيا وملاوي وموزمبيق وناميبيا ورواندا والصومال وجنوب أفريقيا والسودان وتنزانيا وأوغندا وزامبيا وزيمبابوي.

## التغذية والحياة
- يتغذى نقار الخشب الملتحي في أزواج تتواصل مع بعضها البعض صوتيًا، وتحريك أجنحتها.

- يبقى كل طائر وقتًا طويلاً على شجرة واحدة، يطرق ويسبر وينقر بمنقاره ويلتقط أي حشرات ضالة يصادفها، قبل أن يطير إلى شجرة أخرى.

- يتكون النظام الغذائي من الحشرات ويرقاتها والعناكب واليرقات والنمل، يصطاد أبو بريص والسحالي الصغيرة.

- يقرع هذا الطائر بصوت عالٍ على الفروع،  يتم حفر فتحة العش في الخشب الميت حتى ارتفاع 20 مترًا،  فوق سطح الأرض.

- يتم وضع مخلب يبلغ متوسطه ثلاث بيضات وتستمر الحضانة من قبل كلا الوالدين لمدة ثلاثة عشر يومًا، بتم رعاية الكتاكيت من قبل كلا الطيور وتبقى في العش لمدة أربعة أسابيع تقريبًا.[8]